# Amynodontidae
Gli aminodontidi (Amynodontidae) sono un gruppo di mammiferi perissodattili estinti, affini ai rinoceronti. Vissero tra l'Eocene medio e il Miocene inferiore (circa 45 - 20 milioni di anni fa) e i loro resti fossili sono stati ritrovati in Nordamerica, Asia ed Europa.

## Descrizione
Questi animali erano di taglia medio-grande, e gli esemplari più grandi potevano raggiungere i 4 metri di lunghezza. La corporatura era generalmente robusta, con un corpo massiccio e allungato sorretto da quattro arti forti. Solitamente gli aminodonti vengono descritti come simili a ippopotami per aspetto e abitudini, ma questo è vero solo per alcune forme molto specializzate, come Metamynodon. Le varie forme di aminodonti possedevano crani di aspetto vario, e alcuni aminodonti avevano anche una corta proboscide; tutti gli aminodonti, però, possedevano una caratteristica insolita, data dalla presenza di una fossa preorbitale. Questa fossa era di varie forme e dimensioni a seconda delle specie: nelle forme più primitive (come Amynodon) era proprio di fronte all'orbita e molto grande; in altre (come Cadurcodon) era estesa verso l'orbita e si produceva così una distinta barra antorbitale, e in Metamynodon era molto ridotta. Gli aminodonti possedevano grandi creste sagittali sul cranio, una caratteristica che si riscontra anche in altri ceratomorfi primitivi come Hyrachyus, e potrebbe rappresentare una caratteristica primitiva di questo gruppo. I muscoli temporali degli aminodonti erano molto potenti.
Tutti gli aminodonti possedevano canini molto grandi, una caratteristica unica tra i rinocerotoidi. Sembra che vi fosse anche un notevole dimorfismo sessuale in relazione alla grandezza dei canini. I premolari erano solitamente ridotti, con la perdita dei primi premolari inferiore e superiore. I molari superiori tendevano ad avere una semplice struttura a "pi greco", ma il terzo molare superiore era differenziato rispetto agli altri membri del gruppo, ed era di forma quadrata con un avvallamento distinto tra metalofo e metastilo.
Per quanto riguarda lo scheletro postcranico, è certo che gli aminodonti primitivi fossero animali relativamente snelli con arti piuttosto allungati. Sembra che anche forme specializzate come Cadurcodon fossero animali abbastanza leggeri. Metamynodon e i suoi parenti, invece, possedevano zampe pesanti e corpi simili a barili adatti a vivere lungo i fiumi come gli odierni ippopotami. La mano possedeva quattro dita, mentre il piede ne aveva solo tre.

## Classificazione
La famiglia Amynodontidae venne descritta per la prima volta nel 1883 da Scott e Osborn, per accogliere alcuni fossili di rinoceronti peculiari dell'Eocene nordamericano, tra cui Amynodon. La caratteristica fossa preorbitale venne riconosciuta come tratto distintivo della famiglia.
Solitamente, nell'ambito della famiglia si distinguono tre sottofamiglie: Amynodontinae, Cadurcodontinae e Metamynodontinae, distinte principalmente per la forma del cranio e della fossa preorbitale. Una quarta sottofamiglia, Rostriamynodontinae, potrebbe rappresentare le forme più arcaiche. L'ultimo aminodonte noto è Cadurcotherium, del Miocene inferiore.
Amynodontidae
- Sottofamiglia Amynodontinae
  - Tribù Cadurcodontini
    - Cadurcodon
    - Lushiamynodon
    - Sharamynodon
    - Sianodon

  - Tribù Metamynodontini
    - Gigantamynodon
    - Metamynodon
    - Paramynodon
    - Sellamynodon
    - Zaisanamynodon

  - Tribù incertae sedis
    - Amynodon
- Sottofamiglia incertae sedis
  - Amynodontopsis
  - Armania
  - Cadurcamynodon
  - Cadurcopsis
  - Cadurcotherium
  - Caenolophus
  - Euryodon
  - Hypsamynodon
  - Megalamynodon
  - Mesamynodon
  - Penetrigonias
  - Procadurcodon
  - Rostriamynodon
  - Teilhardia
  - Toxotherium

## Paleoecologia
Solitamente si pensa agli aminodonti come ad animali tozzi simili agli ippopotami, che vivevano sulle rive di fiumi. In realtà, questo probabile stile di vita è verosimile solo per i metaminodontini; i cadurcodonti e gli aminodonti più arcaici, invece, erano probabilmente animali più agili e meno (o per nulla) dipendenti dall'ambiente acquatico, e forse conducevano uno stile di vita simile a quello dei tapiri.